# Nakajima A1N
Nakajima A1N, hay Máy bay Tiêm kích Hoạt động trên tàu sân bay Kiểu 3 là một kiểu máy bay tiêm kích Nhật Bản hoạt động trên tàu sân bay sử dụng trong thập niên 1920 và đầu thập niên 1930. Kiểu máy bay này đã được cấp phép sao chép từ kiểu tiêm kích Gloster Gambet của Anh, do công ty hàng không Nakajima thiết kế và sản xuất cho Hải quân Đế quốc Nhật Bản. Khoảng 150 chiếc đã được sản xuất, bao gồm 2 phiên bản A1N1 và A1N2.

## Phát triển
Năm 1926, máy bay tiêm kích Mitsubishi 1MF của Hải quân Đế quốc Nhật Bản (hay còn gọi là Máy bay Tiêm kích Hoạt động trên tàu sân bay Kiểu 10) cần được thay thế do đã lỗi thời nên 3 hãng sản xuất máy bay hàng đầu của Nhật Bản là Nakajima, Mitsubishi và Aichi đã được Hải quân đề nghị thiết kế một kiểu máy bay tiêm kích hoạt động trên tàu sân bay mới.
Nakajima đã mua bản quyền chiếc Gloster Gambet, một phiên bản hoạt động trên tàu sân bay của chiếc Gloster Gamecock từ công ty sản xuất máy bay của Anh Gloster. Chiếc nguyên mẫu của Gambet được sản xuất bởi Gloster, trang bị động cơ Bristol Jupiter 420 mã lực và bay lần đầu vào ngày 12 tháng 12 năm 1927.
Chiếc Gambet nguyên mẫu đã được chuyển đến Nhật Bản vào đầu năm 1928. Sau khi được sửa đổi bởi đội kỹ thuật Nakajima do Yoshida Takao chỉ huy và cho gắn động cơ Bristol Jupiter 520 mã lực do Nakajima tự sản xuất, nó tỏ ra vượt trội hơn so với các kiểu máy bay cạnh tranh của Aichi và Mitsubishi về độ linh hoạt và bệ súng vững chắc hơn. Cuối cùng nó đã được chính thức lựa chọn vào tháng 4 năm 1929 với tên gọi Máy bay Tiêm kích Hoạt động trên tàu sân bay Kiểu 3, tên tắt là A1N1. 50 chiếc A1N1 đã được sản xuất.
A1N2 là phiên bản cải tiến của A1N1, với động cơ Nakajima Kotobuki 450 mã lực, ra đời năm 1930. 100 chiếc đã được sản xuất cho đến năm 1932.

## Thiết kế
Chiếc nguyên mẫu Gambet là một máy bay tiêm kích một chỗ ngồi, toàn thân bằng gỗ và được trang bị động cơ Bristol Jupiter 420 mã lực. So với kiểu Gamecock, Gambet có khung mạnh hơn, sải cánh rộng hơn để tăng độ ổn định khi bay, ngoài ra còn có thêm phao nổi và hãm móc để hoạt động trên tàu sân bay.

## Lịch sử hoạt động
A1N1 được đưa vào hoạt động từ năm 1929, thay thế cho kiểu Mitsubishi 1-MF. Nó hoạt động trên các tàu sân bay Hōshō, Akagi, Kaga và Ryūjō. Phiên bản cải tiến A1N2 đưa vào hoạt động từ năm 1930 và sản xuất cho đến năm 1932. So với Mitsubishi 1-MF, A1N không tốt hơn nhiều nhưng vững chắc và linh hoạt hơn.
Nhiều chiếc A1N đã xuất kích từ tàu sân bay Hōshō và Kaga tham gia Sự kiện Thượng Hải năm 1932 giữa Nhật Bản và Trung Hoa dân quốc. Những chiếc A1N của tàu sân bay Kaga đã giành được chiến tích không chiến đầu tiên của Hải quân Đế quốc Nhật Bản vào ngày 22 tháng 2 năm 1932 khi bắn hạ một máy bay Boeing P-12 do phi công tình nguyện Hoa Kỳ Robert Short lái. A1N tiếp tục hoạt động cho đến năm 1935, sau đó được thay thế bằng Nakajima A2N hay Máy bay Tiêm kích Hải quân Hoạt động trên tàu sân bay Kiểu 90 có cấu trúc hoàn toàn bằng kim loại.

## Các phiên bản
Gloster Gambet
Chiếc nguyên mẫu do Công ty hàng không Anh Gloster thiết kế và sản xuất. Trang bị một động cơ Bristol Jupiter VI 313 kW (420 hp).
Nakajima A1N1
Mua bản quyền thiết kế từ Gloster. Trang bị một động cơ Jupiter VI do Nakajima sản xuất, 50 chiếc được sản xuất từ năm 1928 đến năm 1930.
Nakajima A1N2
Phiên bản nâng cấp cuối cùng, trang bị động cơ Nakajima Kotobuki 336 kW (450 hp). Khoảng 100 chiếc được sản xuất từ năm 1930 đến năm 1932.

## Các nước sử dụng
Nhật Bản
- Hải quân Đế quốc Nhật Bản

## Đặc điểm kỹ thuật (A1N2)
Nguồn: Japanese Aircraft 1910-1941

### Đặc tính chung
- Đội bay: 1 người
- Chiều dài: 6,5 m (21 ft 3¾ in)
- Sải cánh: 9,7 m (31 ft 10 in)
- Chiều cao: 3,30 m (10 ft 10 in)
- Diện tích cánh: 26,3 m² (283 ft²)
- Trọng lượng không tải: 882 kg (1.944 lb)
- Trọng lượng có tải: 1.375 kg (3.031 lb)
- Động cơ: 1 x động cơ Nakajima Kotobuki 2, 9 xy-lanh, công suất 450 mã lực (336 kW)

### Đặc tính bay
- Tốc độ lớn nhất: 241 km/h (130 knot, 150 mph)
- Tốc độ bay đường trường: 148 km/h (80 knot, 92 mph)
- Tầm bay tối đa: 370 km (200 nmi, 230 mi)
- Trần bay: 7.000 m (23.000 ft)
- Lực nâng của cánh: 3,05 kg/m² (6,7 lb/ft²)
- Tỉ lệ công suất/khối lượng: 0,24 kW/kg (0,15 hp/lb)
- Thời gian để đạt đến độ cao 3.000 m (9.843 ft): 6 phút 10 giây

### Vũ khí
- 2 x súng máy 7,7 mm (0,303 in) bắn xuyên cánh quạt phía trước
- 2 × bom 30 kg (66 lb)

## Nội dung liên quan
- Gloster Gamecock

### Trình tự thiết kế
1MF - A1N - A2N - A3N - A4N - A5M - A6M/A6M2-N

### Danh sách liên quan
- Danh sách máy bay chiến đấu
- Danh sách máy bay quân sự Nhật Bản